# Amoureux de Valdaro

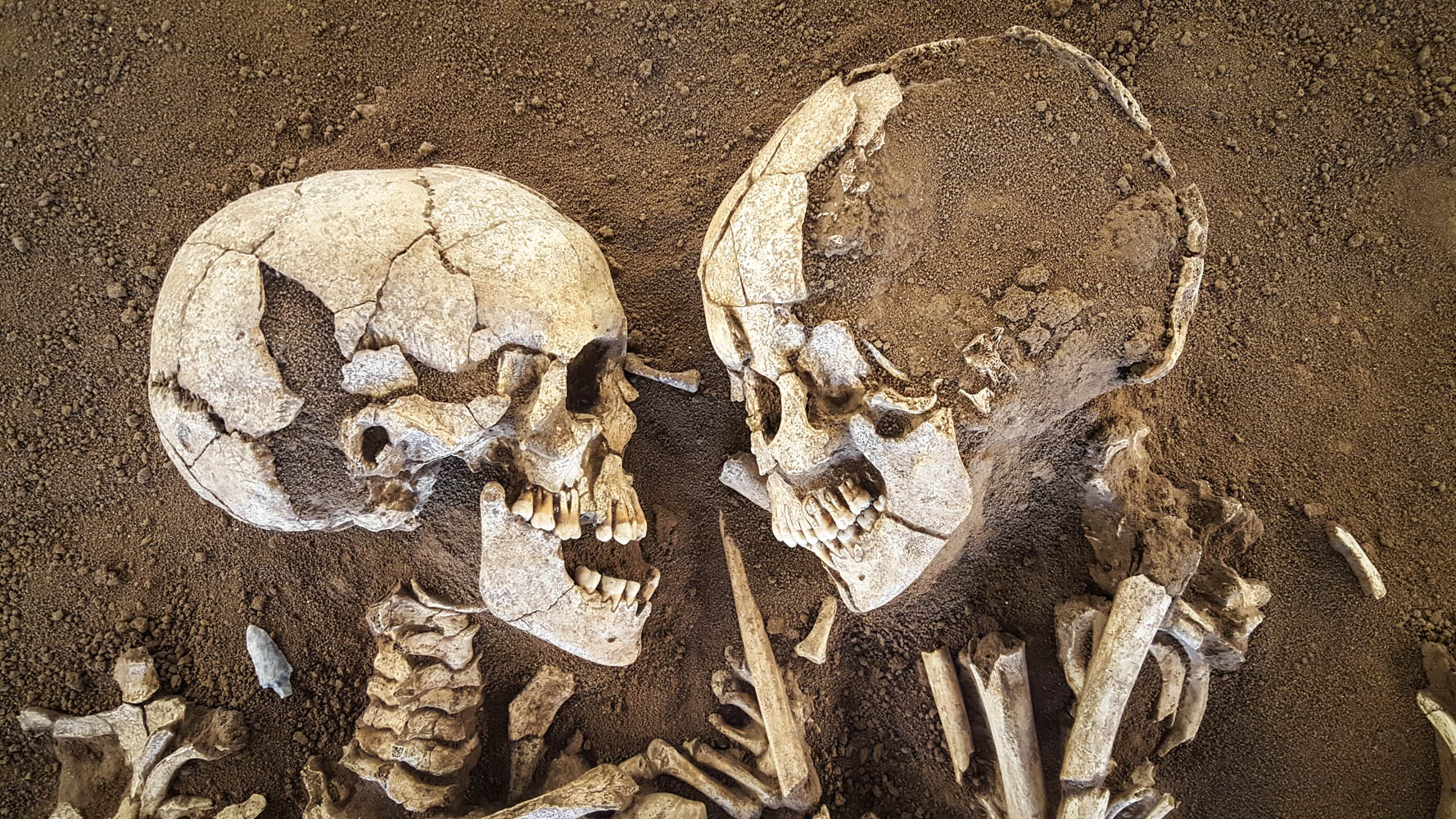
Les crânes des squelettes.

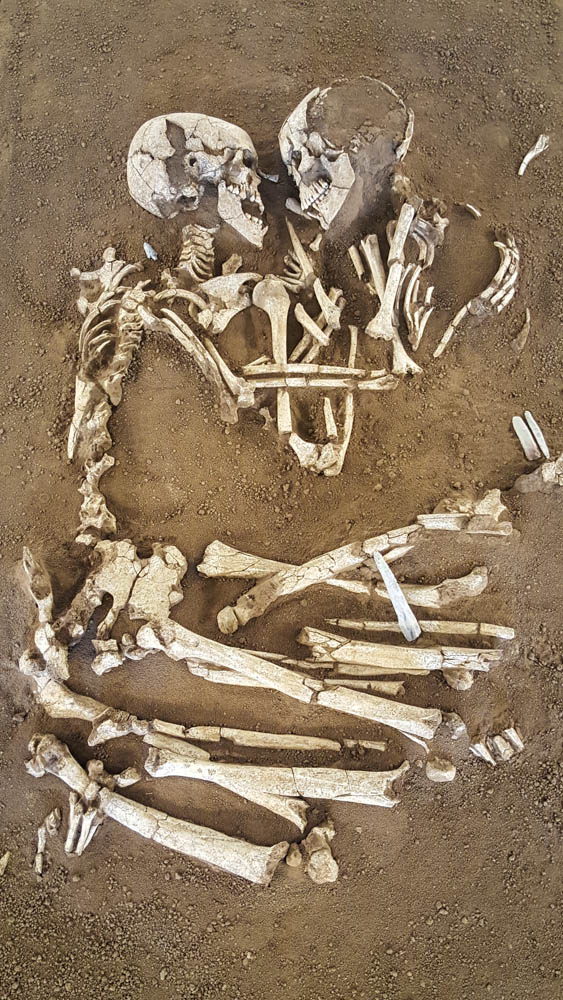
Les squelettes des amoureux de Valdaro au Musée archéologique national de Mantoue, Italie.

Les Amoureux de Valdaro sont une paire de squelettes humains datée d'environ 6 000 ans. Ils ont été découverts par des archéologues dans un tombeau néolithique à San Giorgio, près de Mantoue, en Italie, en 2007,. Les deux squelettes semblent être ceux d'individus morts ensemble ou inhumés l'un en face de l'autre avec les bras enlacés, qui font penser à des amoureux qui s'embrassent.

## Découverte
L'archéologue Maria Elena Menotti est à l'origine des fouilles. Le couple est constitué d'un homme et d'une femme âgés de moins de 20 ans et qui mesurent environ 157 cm de hauteur.
Le squelette masculin a été trouvé avec une pointe de flèche en silex près du cou. La femme, quant à elle, avait une longue lame de silex le long de la cuisse et deux couteaux de silex sous le bassin. Un examen ostéologique n'a apporté aucune preuve de mort violente, pas de fractures et pas de microtraumatismes, de sorte que l'explication la plus probable de la présence des armes en silex est qu'elles ont été enterrées avec eux dans la tombe.

## Exposition
Les squelettes sont brièvement exposés au public pour la première fois en septembre 2011, à l'entrée du Musée archéologique national de Mantoue grâce à l'effort de l'association des Amoureux de Mantoue, qui est à la recherche d'un endroit permanent de conservation pour l'ancien couple.
Le professeur Silvia Bagnoli, le président de l'association cherche un endroit qui puisse assurer leur exposition permanente. 250 000 euros seraient suffisants pour un centre d'exposition et 200 000 euros supplémentaires, pourraient financer un espace multimédia pour informer le monde entier de l'histoire mystérieuse de ce couple préhistorique.
Finalement, le 11 avril 2014, le couple trouve une place d'exposition permanente au Musée archéologique national de Mantoue.